# Bundespräsidentenwahl in Österreich 1951
Die Bundespräsidentenwahl in Österreich 1951 war die erste Volkswahl eines österreichischen Staatsoberhaupts. Der erste Wahlgang fand am 6. Mai 1951 statt und ergab eine knappe Führung von Heinrich Gleißner (ÖVP) vor Theodor Körner (SPÖ). Die Stichwahl zwischen diesen beiden stimmenstärksten Kandidaten am 27. Mai 1951 konnte Körner für sich entscheiden.

## Vorgeschichte
Nach Ende des Zweiten Weltkriegs beschloss der am 19. Dezember 1945 neugewählte Nationalrat ein Verfassungsgesetz, welches das Bundes-Verfassungsgesetz in der Fassung von 1929 wieder in Kraft treten lassen sollte. Dies wurde vom Alliierten Rat jedoch abgelehnt. Aus diesem Grund erfolgte auch die erste Wahl eines Staatsoberhaupts nach dem Ende des Krieges durch die Nationalversammlung. Dies war Karl Renner, der zuvor Staatskanzler der Provisorischen Staatsregierung war. Am 20. Dezember 1945 wurde Renner zum Bundespräsidenten gewählt und blieb es bis zu seinem Tod am 31. Dezember 1950. Mittlerweile war die Verfassung von 1929 wieder in Kraft gesetzt worden, weshalb die nächste Wahl des Staatsoberhaupts durch das Wahlvolk erfolgen konnte.

## Ergebnis
| Kandidaten                            | Parteien                          | 1. Wahlgang | 1. Wahlgang | 2. Wahlgang | 2. Wahlgang |
| Kandidaten                            | Parteien                          | Stimmen     | %           | Stimmen     | %           |
| ------------------------------------- | --------------------------------- | ----------- | ----------- | ----------- | ----------- |
| Theodor Körner                        | Sozialistische Partei Österreichs | 1.682.881   | 39,2        | 2.178.631   | 52,1        |
| Heinrich Gleißner                     | Österreichische Volkspartei       | 1.725.451   | 40,1        | 2.006.322   | 47,9        |
| Burghard Breitner                     | Parteilos (VdU)                   | 662.501     | 15,4        |             |             |
| Gottlieb Fiala                        | Kommunistische Partei Österreichs | 219.969     | 5,1         |             |             |
| Johannes Ude                          | Parteilos                         | 5.413       | 0,1         |             |             |
| Ludovica Hainisch-Marchet             | Parteilos                         | 2.132       | 0,0         |             |             |
| Gesamt                                | Gesamt                            | 4.298.347   | 100         | 4.184.953   | 100         |
|                                       |                                   |             |             |             |             |
| Ungültige Stimmen                     | Ungültige Stimmen                 | 72.227      | 1,7         | 188.241     | 4,3         |
| Wähler                                | Wähler                            | 4.370.574   | 96,8        | 4.373.194   | 96,9        |
| Wahlberechtigte                       | Wahlberechtigte                   | 4.513.597   |             | 4.513.597   |             |
|                                       |                                   |             |             |             |             |
| Quelle: Bundesministerium für Inneres |                                   |             |             |             |             |

## Angelobung
Theodor Körner wurde am 21. Juni 1951 vor der Bundesversammlung angelobt.